# 吳基福
吳基福（1916年10月12日—1985年2月1日），高雄旗山人。中華民國（台灣）醫師、政治人物，曾任台灣省醫師公會理事長、中華民國醫師公會全國聯合會理事長。

## 生平
1969年，吳基福代表中國國民黨在台灣省第二選區（彰化縣以南及澎湖、臺東、花蓮三縣）參選立法委員增額選舉。；該次選舉所選出的立法委員，其職務、權利與1948年第一屆選舉所選出者完全相同，任期不斷延長至1991年退職為止。
1971年6月18日，臺灣時報社股份有限公司第一屆董事會推選吳基福為首任董事長。
1974年，吳基福在日本東京出差時，看到反應停事件63名日本受害者向大日本製藥（大日本住友製藥前身之一）求償訴訟案的新聞，回國後向政府緊急質詢，並請各醫院收集可能因服用沙利竇邁而產下畸形兒的患者名單，最後在239人可能名單內，鑑定後確診了其中38人，於1976年由進口此藥到台灣販售的大日本製藥賠償這38人共1億8350萬日元（當時約新台幣238.5萬元），達成和解。
1985年2月1日，吳基福因癌症病逝，享年68歲。